# 천개의 바람이 되어
천개의 바람이 되어(A Thousand Winds)는 작사 마리오 중국 작곡가 핑크공주가 작곡한 중국 가요에 속한 곡이다. 이 곡은 지난 2002년 6월 6일 중국에서 먼저 싱글 앨범 "천의 바람이 되어"로 발매되었다.
이후 지난 2015년 8월 3일 대한민국의 개그맨 송필근이 한국어로 개사하여 자신의 미니앨범 "Ssong Musics 12번 트랙으로 수록하여 한국에 처음으로 발표하였다. 이 곡은 먼저 세상을 떠난 고인들을 기리는 추모곡으로 쓰이고 있으며, 북한과 중국, 한국에서 모두 인기를 얻은 곡이다.

## 작시 일화
1932년 미국 볼티모어의 주부 메리 프라이가 지은 시 "내 무덤에 서서 울지 마오.(Do not stand at my grave and weep.)"에서 유래됐다. 프라이는 모친을 잃고 상심해 있던 이웃을 위로해 주기 위해 죽은 사람이 산 사람을 위로하는 내용의 이 시를 썼다. 원래 아메리카 원주민 사이에서 전승되던 작자 미상의 시를 기원으로 본다. 프라이는 이를 영작하여 이웃에게 전달해 준 것 뿐이다.

## "유명한 시"로의 계기와 작곡의 계기
- 이 시가 유명해지게 된 계기는 이 1989년 IRA(아일랜드 공화국군) 테러로 목숨을 잃은 24살의 영국군 병사 스티븐 커밍스의 일화로 스티븐은 생전 무슨일이 생기면 열어보라며 부모에게 편지 한 통을 남겨두었고 그의 사후 개봉된 편지에는 이 시가 적혀 있었다고 한다. 또한 이 시를 스티븐의 아버지가 스티븐의 장례식 날, 아들이 남긴 편지와 시를 낭독했고, 그 장면을 영국 BBC가 방송하여 전세계적으로 알려지게 됐다.
- 그 외에도 영화감독 하워드 혹스의 장례식에서 존 웨인이 낭독했고, 여배우 마릴린 먼로의 25주기, 미국 9.11 테러 1주기에 낭독되면서 더욱 더 유명해져 갔다. 이 계기로 이 시에 일본 유명 작곡가 아라이 만이 멜로디를 붙여 탄생시킨 곡이 "천개의 바람이 되어"다.

## 앨범 발매 가수 및 연주가 명단
- あらいまん(Arai Mann) - 千の風になって(천의 바람이 되어)
- Hayley Westenra (헤일리 웨스튼라) - I am A Thousand Winds(천의 바람이 되어)
- 임형주(Lim Hyung Joo) - 천개의 바람이 되어
- 齊藤庄孝(Saito Juko) -  千の風になって(천의 바람이 되어)
- 秋川雅史(Akikawa Masafumi) - 千の風になって(천의 바람이 되어)
- 김효근 작곡 - 내 영혼 바람되어

## 추모 및 헌정곡 지정 사례
2014년 4월 25일 대한민국의 팝페라테너 임형주가 직접 가사를 개사(번안)하여 지난 2009년 2월 16일 발매했던 이 곡이 ‘역주행’을 하자 세월호 참사 공식 추모곡으로 헌정 및 해당 음원수익금 전액을 기부할 것을 언론을 통해 전격 발표하였다. 또한 이 곡은 헌정 직후 한국의 7개 음원사이트의 종합 실시간 차트에서 1위를 차지하며 임형주에게 데뷔 16년만에 첫 음원차트 1위 석권이라는 기적을 안겨주었다.
2020년 10월 13일 아동학대로 안타깝게 16개월만에 사망한 16개월 입양아 정인이를 다룬 2021년 1월 2일 방영된 SBS 《그것이 알고싶다》의 "정인이는 왜 죽었나?" 편의 엔딩곡으로 삽입되어 정인이 추모곡으로도 사용되었고, 《그것이 알고싶다》 공식 유튜브 계정에 올라온 정인이 추모버전으로 다시 만들어진 특별 뮤직비디오는 공개 3일만에 조회수 200만을 기록하기도 했다.